# 伝統
伝統（でんとう）は、信仰、風習、制度、思想、学問、芸術などの様々な分野において、古くからの仕来り・様式・傾向、血筋、などの有形無形の系統を受け伝えることをいう。

## 伝統とは
伝統とは、古くからの仕来り・様式・傾向、血筋などの有形あるいは無形の系統を受け伝えること、民族や社会・団体が長い歴史を通じて培い伝えて来た、信仰、風習、制度、思想、学問、芸術、あるいはそれらの中心をなす精神的あり方などのことをいう。
チェスタトンは伝統とは選挙権の時間的拡大であると定義し、祖先に投票権を与える死者の民主主義であるとしている。
三島由紀夫は文化の全体性の時間的連続性が伝統を保障するものであるとする。
様々な分野において、様々な由来の様々な伝統が存在する。
- 文化
  - 民族服
  - 伝統工芸
  - 日本伝統芸能　（神楽・曲舞など）
  - 伝統音楽　（箏曲・能楽など）
  - 伝統遊戯　（鬼ごっこ・缶蹴り・折り紙・かるた・おはじきなど）
  - 武術　（剣道など）
- スポーツ
  - 国技
  - 伝統派空手
  - 伝統の一戦
- 宗教
  - 伝統宗教　（カトリック・プロテスタント・正教会など）
- 科学・技術・学術
  - 伝統的論理学
  - 伝統医学
  - 伝統文法
- 政治
  - 伝統保守主義

## 創られた伝統
本来は「伝統」ではないものが「伝統」として広まることもあり、これらは「創られた伝統」、「伝統の発明」、「伝統の捏造」等と呼ばれる。エリック・ホブズボームとテレンス・レンジャーの1983年の編著『創られた伝統』により、この概念は広く知られるようになった。
ロジャー・キージングなど一部の文化人類学者は、社会的・政治的要請によって創出される伝統的事象は、民族集団や階層に正当性を与えるためのものであり、近代的なナショナリズムと密接に関連していると指摘し、真に伝統的なものとそうでないものを区別しようとした。
政治的要請によって創出された伝統的事象を真正ではないものとする議論は文化人類学のみならず、先住民の権利回復運動の活動家たちの反響を呼んだ。たとえば、ハワイ先住民運動のハウナニ＝ケイ・トラスクは、創られた伝統論を権利回復運動の力を削ぎ落とそうとするものであると批判し、キージングをはじめとした文化人類学者たちをアメリカ政府同様にハワイの主権を奪い取っている植民地主義者と断じた。御田寺圭は、創られた伝統批判はリベラル派の冷笑主義と自滅を招いていると批判した。
伝統とするのが問題とされる例としては、以下のような指摘が挙げられることがある。

### 日本における例

#### 夫婦別姓問題
夫婦同姓は日本の「伝統」とはいえないという考えがある。夫婦同姓が規定されたのは、1875年(明治8年)に平民苗字必称義務令による国民皆姓制度ができてよりもかなり後、明治後半の1898年（明治31年）である。それ以前は夫婦別姓が1876年（明治9年）に通達されていた。さらにそれ以前は夫婦同姓・別姓にとどまらない様々な氏名制度があったとの研究がある。

#### 文化や慣習
- 「武士道」は江戸時代からの武士の「伝統」ではない[7][13]。「武士道」という言葉が書かれた最も古い書物は江戸時代初期に成立した『甲陽軍鑑』であるが、ここでの武士道は、武名を高めることにより自己および一族郎党の発展を有利にすることを主眼に置いているなど、倫理観を表すものではない。
- 「演歌」は日本の「伝統」的な歌謡ではない[14]。ベースは西洋音楽であり、戦後の進歩的知識人のレコード歌謡批判に対抗して昭和40年代以降に新左翼ナショナリズムから称揚された。
- 「いただきます」は伝統的な食前の挨拶ではなく、習慣化したのは昭和時代以降とみられる[15]。
- 喪服は黒、というのは古来からの伝統ではない。古くは儒教の影響から遺族の喪服は苧麻を中心とした粗服であり妻および親等が近い者ほど粗末なものが良いと考えられていた。平安時代には貴族の一部に黒喪が採用され源氏物語にもその記述がある。武家及び庶民は白ないし青服が喪服として一般的であった。近世、江戸では染服に小紋が一般的であった。現代のように黒服が採用された端緒は大久保利通の国葬以降であり、この際公人は制服である大礼服の着用が指令され、以降も準じたため黒喪服が定着することとなった。

#### 神社・神道関連の民習
- 正月元日に遠方の寺社で初詣を行うのは明治中期の鉄道網の発達に伴って成立した新しい行事であるという指摘がある[16]。なお、江戸時代においては氏神神社に参詣したり、居住地から見て恵方にあたる寺社に参詣（恵方詣り）したりといったことは行われていた[17]。
- 日本の元号は元々中国の前漢の第7代武帝によって創始された制度を取り入れたものであり、中国が元号を廃止し「公元」という名称で西暦が採用されている現状においてはあくまでも中国の制度が日本の天皇の下で残存しているという状態であり、日本固有の伝統とはいうわけではない[18]。また中国や日本以外でも、中国王朝の影響下にあったかつての朝鮮、南詔、満洲、ベトナムなどでも元号が使われていた。
- 大相撲では神道との関わりを理由に土俵は女人禁制とされているが、古くからの伝統ではない。室町時代や江戸時代にも女相撲の記録は残っており、明治末期に近代化や家制度の創設に伴って女性が相撲から排除されていった[19]。

#### 国民性
「ゴミが少ないのは昔からの日本の「伝統」である」としばしば喧伝されるが、現在の日本においてゴミが少ないのは、第二次世界大戦後のさまざまな取り組みによるものが強いとされている。
日本人が温厚というイメージも現代になってからであり、近世までは些細なことから喧嘩に発展することがあるため、非武士階層であっても喧嘩や護身のために帯刀することから、携帯性の優れた打刀の主な用途は日常の護身用という見解がある。また昭和前期にも日本人は短気というイメージが諸外国にあったと指摘されている。

#### 家族観
- 戦後日本は「伝統的家族」が壊れ、家族の絆が弱まって家庭の教育力が低下した、といった意見が見られることがあるが、実際には、日本で教育のノウハウ等が登場したのは1910年頃で、富裕層や役人・知識人ら新中間層が家庭教育に注力し始めたものの、一般庶民には普及しておらず、子供は「放任」が一般的だった[8][23]。
- 「家族の絆が弱まった」「家族が崩壊しつつある」と言われることがあるが、実際には、1958年の政府の調査では「一番大切なもの」として「家族」を挙げていたのはわずか12%である一方、2013年の調査では44%にまで上昇している[8]。
- 「3世代の大家族は昔は日本のどこでも見られた」と言われることがあるが、1920年の調査で核家族が全世帯の54%にのぼり、3世代以上の同居家族は31%にすぎなかった。地方によってはむしろ複数夫婦の同居はタブーだった[要検証 – ノート][8]。
- 「専業主婦は日本の伝統」と言われることもあるが、1970年ごろまで日本女性の就労率は欧米諸国よりも高く、専業主婦が一般化したのは高度経済成長期以降のことである。1898年の明治民法の施行や近代化の過程で多様性が消され、儒教に基づく権威的な家族像と西洋的な性別分業が強調された[8]。

#### 古典作品への評価
日本最古の歌謡集である『万葉集』は伝統的に評価が高かったわけではなく、明治期に庶民から天皇までの歌が収められているために、「日本」という統一的な文化観の形成のために評価を上げられたとの指摘がある。

### イギリス・アイルランドにおける例
タータンチェック・スカートはスコットランドの「伝統」ではない。もともと、タータンチェックは17世紀後半頃、スコットランドの高地地方に住む人々が「伝統」として始めたものだった、との指摘がある。

### インドにおける例
ヨーガと言えば独特のポーズ（アーサナ）をとる練習風景を連想するが、このポーズ練習を中心に据えた現代のハタ・ヨーガは、インド古来の伝統なハタ・ヨーガではない。19世紀後半から20世紀前半に西洋で発達した西洋式体操が、近代インドに輸入されてできあがったものである。現在日本で行われている「ヨーガ教室」などの大半はこの流派に入る。